# Sept-Rivières
Sept-Rivières est une municipalité régionale de comté (MRC) du Québec dans la région administrative de la Côte-Nord.

## Géographie

### Entités territoriales
La MRC est constituée de deux municipalités locales. Son territoire inclut aussi deux réserves indiennes qui n'en font pas juridiquement partie.
| Nom          | Statut           | Population 2021 | Superficie (km2) | Densité (h/km2) | Ref. |
| ------------ | ---------------- | --------------- | ---------------- | --------------- | ---- |
| Maliotenam   | Réserve indienne | 1 610           | 5,2              | 309,62          |      |
| Port-Cartier | Ville            | 6 516           | 1 353,7          | 4,81            |      |
| Sept-Îles    | Ville            | 24 569          | 2 140            | 11,48           |      |
| Uashat       | Réserve indienne | 1 577           | 215              | 7,33            |      |
| Total        | Total            | 34 358          | 32 571,6         | 1,05            |      |

## Démographie
| 1986   | 1991   | 1996   | 2001   | 2006   | 2011   | 2016 |
| ------ | ------ | ------ | ------ | ------ | ------ | ---- |
| 36 224 | 35 898 | 36 459 | 34 761 | 34 713 | 35 240 | -    |